# Kłomino
Kłomino, tyska Westfalenhof, är en spökstad i norra Polen och en tidigare ort utanför Borne Sulinowo i distriktet Powiat szczecinecki i Västpommerns vojvodskap. Westfalenhof var vid 1930-talets början en liten skogsby i den tyska provinsen Pommern, då Wehrmacht anlade en större militärförläggning i orten som användes som en viktig bas vid det tyska anfallet mot Polen 1939. Efter att Polen ockuperats användes garnisonen som krigsfångläger under andra världskriget, där flera tusen franska och polska krigsfångar och polska civila internerades. Vid det sovjetiska intåget 1945 förblev förläggningen under Röda arméns kontroll och var under efterkrigstiden en sluten sovjetisk militär stad, Grodek, med omkring 6 000 invånare. År 1993 avvecklades den sovjetiska garnisonen, och staden döptes om till det nuvarande namnet Kłomino. 1994 överlämnades den tomma militärförläggningen till de civila myndigheterna, och försök att hitta ett nytt användningsområde har hittills misslyckats. Orten har idag endast en befolkning på två hushåll.